# Повіт Рісірі
Пові́т Рісі́рі (яп. 利尻郡, りしりぐん, МФА: [ɾʲiɕiɾʲi guɴ]) — повіт в окрузі Соя, префектура Хоккайдо, Японія.